# 坂部広織
坂部 広織（さかべ ひろおり、1852年（嘉永5年8月） - 1917年（大正6年）7月16日）は、日本の政治家。徳島市長。

## 経歴
徳島藩の中老である坂部功崇の息子として名東郡助任町（現在の徳島市助任本町）で生まれる。
後に名東勝浦郡役所書記を経て徳島市助役となり、初代徳島市長である井上高格の右腕として、徳島市創設当時の市政に妥配を振るった。
1890年（明治23年）に2代目となる徳島市長に就任、1896年（明治29年）まで6年間務めた。
1917年（大正6年）7月16日、66歳で没する。

## 親族
- 養子 坂部十寸穂（陸軍中将）